# Ptolemaj VII. Neos Filopator
Ptolemaj VII. Neos Filopator (grško starogrško Πτολεμαῖος Νέος Φιλοπάτωρ, Ptolemaĩos Néos Philopátōr, slovensko Ptolemaj Novi, ljubljenec svojega očeta)  je bil egipčanski faraon iz Ptolemajske dinastije. Njegovo vladanje je sporno. Morda sploh ni vladal, ampak je vladarski naslov dobil po smrti, * ni znano, † 144 pr. n. št.

## Identiteta
Identiteta Ptolemaja VII. ni jasna. Po eni od rekonstrukcij je bil sin Ptolemaja VI. Filometorja in Kleopatre II. in je vladal nekaj časa leta 145 pr. n. št. skupaj s svojim očetom, potem pa ga je umoril stric Ptolemaj VIII. Everget, ki ga je nasledil. Po drugi rekonstrukciji je bil istoveten s Ptolemajem Memfitom, sinom Ptolemaja VIII. in Kleopatre II., katerega je okoli leta 132/131 pr. n. št.  umoril oče, ko je Kleopatra II. poskušala odstaviti Evergeta in za vladarja razglasiti svojega sina. Tretji kažejo na številne nepomembne sovladarje z imenom Ptolemaj, ki je bilo v dinastiji tradicionalno. 
Številčenje Ptolemajcev včasih odstopa od dogovorjenega. Ptolemaj VIII. Everget se najpogosteje omenja kot Ptolemaj VIII., včasih pa kot Ptolemaj VII. z mladoletnim kraljem Ptolemajem Memfitom.  Ptolemaj VII. je v nekaterih starejših virih povsem izpuščen, zato je število Ptolemajcev za enega manjše. Cezarion je zato Ptolemaj XIV. in ne XV. Številčenje nima na vzdevke nobenega vpliva.